# Pedro Teixeira (Minas Gerais)
Pedro Teixeira is een gemeente in de Braziliaanse deelstaat Minas Gerais. De gemeente telt 1.680 inwoners (schatting 2009).

## Aangrenzende gemeenten
De gemeente grenst aan Bias Fortes, Juiz de Fora en Lima Duarte.